# Postal
Postàl (Burgstall in tedesco) è un comune italiano di 2 059 abitanti della provincia autonoma di Bolzano in Trentino-Alto Adige.

## Geografia fisica
Si estende lungo l'argine destro della Val d'Adige, nel cosiddetto Burgraviato, 8 km a sud di Merano e una ventina di km a nord di Bolzano, lungo la Superstrada ME-BO.

## Origini del nome
Il toponimo è attestato come Purchstal nel 1217, come Purckstal nel 1235 e come Burgstall nel 1780 e deriva dal tedesco Burgstall ("luogo fortificato"), che in dialetto trentino divenne Postàl.

## Storia
Postal fu eretta dal conte Volkmar di Burgstall (l'antesignano dei conti Spaur) a difesa del castello, che oggi è solo un rudere. Intorno ad essi, sono stati costruiti la chiesa e, molto più tardi, l'edificio scolastico. Le abitazioni storiche si trovano su un pendio, perché nel Medioevo la valle era ancora paludosa. Il centro del paese si è col tempo spostato verso il fondovalle, grazie alle bonifiche del terreno umido sin dal XIX secolo, che hanno permesso l'uso frutticolo della zona.
Postal alla fine della prima guerra mondiale faceva parte del distretto di Merano ed apparteneva al suo tribunale distrettuale.
Dal 1958 il villaggio è raggiungibile con la funivia di Verano, che collega tale località a Verano. Questa, costruita nel 1958, è stata rinnovata nell'anno 2000 e in seguito nel 2017. È annoverata per le sue linee esteriori e le attrezzature tecniche d'avanguardia di cui è dotata, tra le più moderne funivie d'Europa, essendo fornita di un sistema di controllo che consente ad una sola persona di azionarla e permette nel contempo la videosorveglianza dell'intero tragitto.

### Simboli
Lo stemma raffigura uno sparviero che sta per spiccare il volo, il tutto su uno sfondo argenteo. 
È l'insegna dei Cavalieri di Burgstall, lo stemma è stato concesso nel 1966.

## Monumenti e luoghi d'interesse

### Architetture religiose
- Chiesa dell'Esaltazione della Santa Croce

## Società

### Ripartizione linguistica
La sua popolazione è per tre quarti di madrelingua tedesca, un quarto di madrelingua italiana:
| Ripartizione linguistica | 1880   | 1890   | 1900   | 1971   | 1981   | 1991   | 2001   | 2011   | 2024   |
| ------------------------ | ------ | ------ | ------ | ------ | ------ | ------ | ------ | ------ | ------ |
| Madrelingua italiana     | 37,13% | 30,43% | 24,59% | 36,53% | 32,24% | 28,38% | 25,64% | 22,78% | 22,71% |
| Madrelingua tedesca      | 62,87% | 69,57% | 75,41% | 63,39% | 67,59% | 71,21% | 71,99% | 76,61% | 76,84% |
| Madrelingua ladina       | /      | /      | /      | 0,09%  | 0,17%  | 0,41%  | 0,37%  | 0,61%  | 0,45%  |

Storicamente gli italiani hanno rappresentato una parte consistente della popolazione. Nel 1950 circa metà della popolazione era di lingua italiana, scesa al 38,2% nel 1990, al 24,6% nel 2000 ed al 23,2% nel 2010.

### Evoluzione demografica
Abitanti censiti

## Amministrazione
| Periodo | Periodo   | Primo cittadino    | Partito | Carica  | Note |
| ------- | --------- | ------------------ | ------- | ------- | ---- |
| 2005    | 2010      | Martin Ganthaler   | SVP     | Sindaco |      |
| 2010    | in carica | Othmar Unterkofler | SVP     | Sindaco |      |